# Упаведа
Упаве́да («второстепенное знание») — санскритский термин, используемый для обозначения околоведических текстов. Упаведы не являются частью Вед, а представляют собой руководства по различным отраслям знания. Существуют несколько списков упавед. В одном из них, Чаранавьюхе, упоминается четыре упаведы:
- Аюрведа — «медицина», примыкает к «Ригведе».
- Дханур-веда — «боевые искусства», примыкает к «Яджурведе».
- Гандхарва-веда — «музыка и священные танцы», примыкает к «Самаведе».
- Астра-шастра — «военная наука», примыкает к «Атхарваведе».

В других источниках к упаведам причисляются также:
- Стхапатья-веда — архитектура
- Шилпа-шастры — искусство и ремёсла